# NPG Records
NPG Records est un label discographique américain, fondé par Prince et dirigé par Trevor Guy.

## Histoire
NPG Records est fondé en 1993 par le musicien Prince pour diffuser sa musique et celle des artistes qu'il produit, indépendamment de la major Warner Bros. avec laquelle il est alors sous contrat. Celle-ci bridait selon lui sa liberté professionnelle, notamment le rythme de ses publications. Le sigle « NPG » correspond aux initiales du groupe qui l'accompagne depuis 1990, la New Power Generation. C'est d'ailleurs un disque de cette formation qui inaugure la marque l'année de sa création, Gold Nigga, vendu clandestinement par les soins du chanteur sur la tournée Act II, puis dans les magasins NPG Store.
Distribué par différentes compagnies en fonction des albums (Arista Records, BMG, Columbia Records, Edel, EMI, MP Media, NPG Music Club, RCA Records, Redline Entertainment, Sony Music Entertainment, Target Corporation, Tidal, Universal, et paradoxalement Warner Bros. Records pour The Gold Experience), c'est sous ce label que l'artiste signe le tube mondial The Most Beautiful Girl In The World en 1994, sous le nouveau et imprononçable pseudonyme Love Symbol. Outre le CD 2 titres, il paraît sur le maxi The Beautiful Experience, accompagné de six remixes.

## Discographie partielle
La quasi-totalité des disques de Prince publiés ensuite sont édités par ce label :
- Exodus ; The Gold Experience (1995)
- Emancipation (1996)
- Crystal Ball ; Newpower Soul (1998)
- Rave Un2 the Joy Fantastic (1999)
- Rave In2 the Joy Fantastic, The Rainbow Children (2001)
- One Nite Alone... ; One Nite Alone...Live! (2002)
- N.E.W.S (2003)
- Musicology (2004)
- 3121 (2006)
- Planet Earth (2007)
- Indigo Nights / Live Sessions, album scénique accompagnant le livre de photographies 21 Nights (2008)
- Lotusflower (2009)
- 20Ten (2010)

Également parus sous cette marque :
- 1-800-NEW-FUNK (compilation d'artistes divers, 1994)
- Mayte, Child Of The Sun (album, 1995)
- Larry Graham, GCS 2000 (album, 1998)
- Chaka Khan, Come 2 My House (album, 1998)